# Прапор провінції Буенос-Айрес
Прапор провінції Буенос-Айрес, Аргентина був створений студентами та офіційно прийнятий провінційним законом № 11.997 від 12 серпня 1997 року, після обрання проекту серед інших шляхом голосування членів журі.

## Символи
Зелений колір символізує поля провінції, синій — річки та морське узбережжя, а також небо над провінцією. Червона півкуля символізує федералізм. Жовтий колір означає родючість місцевих земель. Лавровий вінець — символ славного минулого провінції. Зубчасте колесо символізує промислове виробництво, а половина соняшника — сільськогосподарське виробництво.

## Попередній прапор

Прапор провінції зразка 1848 року

Попереднім прапором провінції був прапор, прийнятий наприкінці правління губернатора Хуана Мануеля де Росаса. Прапор було створено на базі прапора Аргентини, але блакитний колір був темнішим, ніж на національному прапорі. На цьому прапорі було зображено червоні фригійські ковпаки на темно-синьому тлі й червоне сонце.